# 宮城山福松
宮城山 福松（みやぎやま ふくまつ、1895年2月27日 - 1943年11月19日）は、岩手県西磐井郡（現：岩手県一関市）山目町出身で出羽ノ海部屋、高田川部屋（大坂）に所属した大相撲力士。第29代横綱。本名は佐藤 福松（さとう ふくまつ）。大阪相撲最後の横綱でもある。

## 来歴

### 誕生～東京相撲脱走
1895年2月27日に岩手県西磐井郡（現：岩手県一関市）山目町五代で生まれる。幼少期から大きな体格で、馬車が溝に落ちて動かなくなると、やすやすと持ち上げて父を助けたという。家業だった乗合馬車と農業を手伝いながら村相撲で活躍していたところ、1909年に常陸山谷右エ門の一行が岩手へ巡業に来た際に力士に憧れ、志願して入門した。
同年6月場所において、故郷・岩手県に因んだ「岩手川」の四股名で初土俵を踏んだ。1912年5月場所にて三段目に昇進すると、床山に対して当時は許されていた大銀杏を結ってもらって喜んでいた。そこへ幕下力士だった九州山十郎がやって来て岩手川の大銀杏姿を一目見るや「この野郎!生意気だ!」と殴られ、岩手川は当場所限りで脱走した（表面上は「病気を理由に帰郷」とされた）。しかし相撲への情熱が冷めることはなく、さらに岩手川の素質を惜しんだ出羽ノ海の勧めで高田川部屋（大坂相撲）へ加入し、「宮木山」（のち「宮城山」）と名乗って幕下から再出発した。1916年6月入幕で8勝1敗1預。1917年1月に関脇昇進を果たし8勝1敗1預、1月場所後大関に昇進。玄人受けする技巧派の取口には定評があり、大関在位は10場所。1921年3月に開催された東京相撲との東西合併興行の初日に因縁の九州山との対戦が組まれ、これに勝利したが、支度部屋から部屋へ帰る直前に羽織・袴姿の九州山が訪ねて来て昔の無礼を詫びたため、真意を受けて和解の握手を行った。

### 大坂相撲で横綱昇進
1922年1月場所に10戦全勝を果たし、大坂相撲の力士としては4人目となる横綱免許が、吉田司家から授与された。ところが、宮城山が横綱に昇進する直前に瘭疽を発症し、以降は休場が続く。特に1923年 - 1925年までの成績は7勝2敗1分50休で、さらに1923年9月1日に発生した関東大震災で旧・両国国技館を失って苦しむ東京相撲との合併の話が持ち上がり、番付統合を行うための合併場所が1925年 - 1926年に開催された。この合併場所において大坂相撲の力士は東京相撲の力士より力量が劣ることが判明し、大坂相撲で大関を務めた荒熊谷五郎は前頭9枚目、錦城山勇吉は前頭10枚目に置かれてしまい、一人だけ東京相撲の力士と互角に対戦できた真鶴秀五郎は前頭筆頭となった。
大坂相撲では圧倒的な強さを誇っていた大関陣が東京相撲の力士と対戦して敗れ、前頭下位に据え置かれる状況に、宮城山の東京相撲の力士に対する実力も周囲から不安視されていた。さらに宮城山は、横綱昇進直前から昇進直後にかけて休場ばかりが目立っていたため、正式な横綱とは言えども周囲の不安は募るばかりだった。その不安は的中し、宮城山の実力は合併場所通算3回の出場で11勝10敗と散々な成績で「小結程度」と判定された。それでも、宮城山は大坂相撲時代に吉田司家から横綱免許が授与された正式な横綱であることから格下げすることが出来ず、やむを得ず「張出横綱」として編入させた。なお、これによって大坂相撲が消滅したため、宮城山は大坂相撲で最後の横綱となった。

### 現役引退～晩年
大坂相撲と東京相撲が合併してから初の本場所開催となった1927年1月場所では、常ノ花寛市に敗れただけの10勝1敗で幕内最高優勝を達成し、次の同年3月場所では千秋楽に常ノ花の全勝を阻み、大坂相撲の面目を保った。しかし、持病の瘭疽は完治しないまま、1928年10月場所において9勝2敗で2度目の優勝を果たしたのを最後に賜盃を抱くことが出来ず、1931年1月場所は初日から藤ノ里栄藏・新海幸藏・玉碇佐太郎・山錦善治郎と4日連続で金星を献上する事態となり、さらに3度目となる皆勤負け越し（5勝6敗）を記録、この場所が最終出場となった。
現役引退後は年寄・白玉（のちに芝田山）を襲名し、勝負審判を務めた。親方として芝田山部屋も経営したが、幕内力士を育てることなく1943年11月19日に腎臓病と脳出血を併発して死去した。48歳没。弟子は全員が高砂部屋へ引き取られ、宮錦浩が小結へ、嶋錦博が前頭まで出世した。

## 人物・エピソード
- 岩手県出身でありながら「宮城山」の四股名を名乗ったのは、出身地が仙台藩の領地だったからと言われているが、逆にそれが宮城県出身者のような印象を与え、郷里である岩手県での人気はもう一つ盛り上がらず損をした[6]。
- 押し相撲を苦手にしたが前捌きが巧く、右四つに組むと吊り、寄り、投げなどを得意とし、うっちゃりもある技能派力士だった[1]。
- 2020年現在、横綱としての皆勤負け越しを複数回経験した唯一の力士である。また、金星配給数は29個にも上り、一場所平均にすると1.71個であった。このため、晩年は土俵入りで「弱い横綱」との罵声まで出たという。それでも引退しなかったのは、常ノ花寛市が余力を残したまま突然引退したため、一人横綱として土俵を支えねばならない事情があった。宮城山は1931年3月場所を最後に引退したが、そのために前代未聞の「横綱不在状態」となった。
  - 宮城山は「負けたからといって、何で引退しなければならないんだ。自分は相撲が好きなので相撲をとる。横綱の面目が保てないというのなら十両でもいい」と横綱制度に対する疑問的な声を投げかけていた[1]。
- 多趣味でも知られ、野球・水泳・ビリヤード・舞踊・囲碁・将棋など何でもこなし、相撲甚句や安来節をレコードに吹き込んだこともある[1]。

## 主な成績

### 東京通算
- 通算成績：104勝76敗1分26休 勝率.578
- 通算幕内成績：90勝70敗1分26休 勝率.563
- 横綱成績：90勝70敗1分26休 勝率.563
- 現役在位：22場所
- 幕内在位：17場所
- 横綱在位：17場所
- 各段優勝
  - 幕内最高優勝：2回（1927年1月場所、1928年10月場所）

### 大阪相撲
- 通算成績：102勝24敗6分4預64休 勝率.810
- 幕内在位：20場所（横綱8場所、大関10場所、関脇1場所）
- 横綱成績：23勝4敗3分50休 勝率.852
- 優勝：4回
- 全勝：1回

### 場所別成績
| 1910年 （明治43年） | x                  | （前相撲）              |
| 1911年 （明治44年） | 東序ノ口29枚目 4–1 | 東序二段66枚目 3–2      |
| 1912年 （明治45年） | 西序二段25枚目 4–1 | 西三段目40枚目 3–2 脱退 |
| 各欄の数字は、「勝ち-負け-休場」を示す。 優勝 引退 休場 十両 幕下 三賞：敢=敢闘賞、殊=殊勲賞、技=技能賞 その他：★=金星 番付階級：幕内 - 十両 - 幕下 - 三段目 - 序二段 - 序ノ口 幕内序列：横綱 - 大関 - 関脇 - 小結 - 前頭（「#数字」は各位内の序列） |                    |                         |

#### 大阪時代場所別成績
| 1913年 （大正2年） | x                      | 幕下付出 7–3        |
| 1914年 （大正3年） | 東幕下22枚目 5–2–2 1分 | 西幕下7枚目 9–0 1預 |
| 1915年 （大正4年） | 西十両4枚目 4–4 1分1預 | x                   |
| 1916年 （大正5年） | 西十両2枚目 8–1–1      | 東前頭7枚目 8–1 1預 |
| 1917年 （大正6年） | 東関脇 8–1 1預         | 西大関 7–1 2預      |
| 1918年 （大正7年） | 東大関 0–0–10          | 西大関 8–2          |
| 1919年 （大正8年） | 東大関 6–3 1預         | 東大関 7–2–1        |
| 1920年 （大正9年） | 東大関 8–1 1分         | 西大関 6–3 1預      |
| 1921年 （大正10年） | 西大関 2–4–3 1分       | 西大関 8–2          |
| 1922年 （大正11年） | 東大関 10–0            | 東横綱 7–1 2分      |
| 1923年 （大正12年） | 東横綱 0–0–10          | 横綱 0–0–10         |
| 1924年 （大正13年） | 東横綱 2–0–8           | 東横綱 0–0–10       |
| 1925年 （大正14年） | 東横綱 4–2–3 1分       | 東横綱 1–0–9        |
| 1926年 （大正15年） | 東横綱 9–1             | x                   |
| 各欄の数字は、「勝ち-負け-休場」を示す。 優勝 引退 休場 十両 幕下 三賞：敢=敢闘賞、殊=殊勲賞、技=技能賞 その他：★=金星 番付階級：幕内 - 十両 - 幕下 - 三段目 - 序二段 - 序ノ口 幕内序列：横綱 - 大関 - 関脇 - 小結 - 前頭（「#数字」は各位内の序列） |                        |                     |

#### 東西合併以後
| 1927年 （昭和2年） | 東張出横綱 10–1 | 東張出横綱 7–3 (1引分) | 東張出横綱 3–3–5 | 西横綱 4–7   |
| 1928年 （昭和3年） | 西横綱 7–4      | 東横綱 7–4             | 東横綱 7–4       | 東横綱 9–2   |
| 1929年 （昭和4年） | 西横綱 1–4–6    | 西横綱 2–3–6           | 西横綱 3–3–5     | 西横綱 8–3   |
| 1930年 （昭和5年） | 西横綱 6–5      | 西横綱 4–7             | 西横綱 6–5       | 西横綱 1–6–4 |
| 1931年 （昭和6年） | 東横綱 5–6      | 東横綱 引退 0–0–0      | x                | x            |
| 各欄の数字は、「勝ち-負け-休場」を示す。 優勝 引退 休場 十両 幕下 三賞：敢=敢闘賞、殊=殊勲賞、技=技能賞 その他：★=金星 番付階級：幕内 - 十両 - 幕下 - 三段目 - 序二段 - 序ノ口 幕内序列：横綱 - 大関 - 関脇 - 小結 - 前頭（「#数字」は各位内の序列） |                 |                        |                  |              |

## 改名歴
- 岩手川（いわてがわ）1910年6月場所-1912年5月場所
- 宮木山（みやぎやま）1913年1月場所-1914年1月場所
- 宮城山 福松（- ふくまつ）1914年5月場所-1931年3月場所

## 年寄変遷
- 白玉 福松（しらたま ふくまつ）1931年3月-1931年12月
- 芝田山 福松（しばたやま -）1931年12月-1943年11月

## 墓
円満寺（岩手県一関市）